# École-Valentin
École-Valentin – miejscowość i gmina we Francji, w regionie Burgundia-Franche-Comté, w departamencie Doubs.
Według danych na rok 1990 gminę zamieszkiwało 1860 osób, a gęstość zaludnienia wynosiła 578 osób/km² (wśród 1786 gmin Franche-Comté École-Valentin plasuje się na 83. miejscu pod względem liczby ludności, natomiast pod względem powierzchni na miejscu 945.).